# 817年
| 千纪： | 1千纪                                                                                           |
| 世纪： | 8世纪 \| 9世纪 \| 10世纪                                                                        |
| 年代： | 780年代 \| 790年代 \| 800年代 \| 810年代 \| 820年代 \| 830年代 \| 840年代                       |
| 年份： | 812年 \| 813年 \| 814年 \| 815年 \| 816年 \| 817年 \| 818年 \| 819年 \| 820年 \| 821年 \| 822年 |
| 纪年： | 丁酉年（鸡年）；唐元和十二年；南诏全义二年；吐蕃彝泰三年；日本弘仁八年；渤海国朱雀五年          |

## 大事记
- 中國
  - 在宰相裴度的統一指揮下，名將李晟之子唐鄧節度使李愬率領九千士兵雪夜襲克蔡州，生擒吳元濟，平定了淮西之亂，唐憲宗下詔韓愈做《平淮西碑》，次年廢除淮西節度使一職。（其後成德、淄青、盧龍亦平服，史稱「元和中興」。）
- 拜占廷皇帝利奥五世在迈塞姆布里亚战役（米山布里亚战役）击败保加利亚，迫其签下30年和约。
- 法蘭克國王虔誠者路易頒布詔命，規定帝國繼承人制度，以其子洛泰爾一世為副帝，其餘諸子分封為王，並規定繼承順序，但隨後將較偏愛的禿頭查理之繼承順位提前。
- 1月25日——巴斯加一世任第99任羅馬教宗。

## 逝世
- 吳元濟，淮西節度使，唐朝後期藩鎮首領。